# Pegomya chaetostigmata
Pegomya chaetostigmata este o specie de muște din genul Pegomya, familia Anthomyiidae, descrisă de Zheng și Fan în anul 1990. Conform Catalogue of Life specia Pegomya chaetostigmata nu are subspecii cunoscute.